# Кројцвалд
Кројцвалд (фр. Creutzwald) је насељено место у Француској у региону Лорена, у департману Мозел.
По подацима из 2011. године у општини је живело 13.540 становника, а густина насељености је износила 506,74 становника/km².

## Демографија
| 1962.  | 1968.  | 1975.  | 1982.  | 1990.  | 2011.  |
| ------ | ------ | ------ | ------ | ------ | ------ |
| 13.649 | 14.471 | 15.540 | 15.060 | 15.169 | 13.540 |